# Lichomolgella pusilla
Lichomolgella pusilla är en kräftdjursart som beskrevs av Sars 1918. Lichomolgella pusilla ingår i släktet Lichomolgella, och familjen Lichomolgidae. Arten är reproducerande i Sverige.